# Хорватська демохристиянська партія
Хорватська демохристиянська партія (хорв. Hrvatska demokršćanska stranka, або HDS) — хорватська політична партія, заснована з метою утвердити в Хорватії засади християнської демократії. Утворена 2009 року з трьох колишніх християнсько-демократичних партій:
- Хорватські демохристияни (хорв. Hrvatski demokršćani, HD)
- Хорватська християнсько-демократична партія (хорв. Hrvatska kršćanska demokratska stranka, HKDS)
- Партія хорватської весни (хорв. Stranka hrvatskog proljeća, SHP)

Голови цих трьох партій — Анте Ледич (хорв. Ante Ledić), Петар Качунко (хорв. Petar Kaćunko) і Горан Додіг (хорв. Goran Dodig) відповідно — підписали договір, який дозволив заснування Хорватської демохристиянської партії 21 лютого 2009 у Загребі.
Засновники партії заявили, що їхня мета — змінити ідеали Хорватії, щоб хорвати піклувалися не тільки про матеріальні блага, а й про духовні та моральні цінності. Також Качунко відзначив, що партія дбатиме про загальне благо, а не про інтереси однієї людини.
Головою партії обрано Горана Додіга, а Анте Ледич і Петар Качунко стали його заступниками.

## Історія
Хорватську християнсько-демократичну партію (ХХДП) було створено 1990 року за зразком християнсько-демократичних партій Західної Європи, хоча в силу специфічних обставин Хорватії початку 1990-х партія мала риторику, більш притаманну правим, ніж правоцентристам.
На парламентських виборах у Хорватії 1990 року вона приєдналася до блоку поміркованих націоналістів під назвою «Коаліція народної злагоди». Як і всі партії цього блоку, її спіткала невдача, але через рік вона мала свого міністра в «уряді національної єдності» Франьо Грегурича.
На парламентських виборах у Хорватії 1992 партія, виступаючи самостійно, не змогла увійти в парламент Хорватії, а її керівник Іван Сезар посів сьоме місце на президентських перегонах. Цей провал підштовхнув партію до об'єднання з Хорватською демократичною партією (HDS) у Хорватський християнсько-демократичний союз. Дисидентська фракція ХХДП продовжувала діяти під старою назвою партії.
«Партія хорватської весни» була регіональною партією Сплітсько-Далматинської жупанії, яка відкололася від Хорватської соціал-ліберальної партії і назвалася на честь Хорватської весни.
«Хорватські демохристияни» являли собою другорядну праву консервативну партію, засновану 2002 року.
На виборах 2011 Хорватська демохристиянська партія разом із партіями «Акція за кращу Хорватію» та «Тільки Хорватія — Рух за Хорватію» сформувала коаліцію «Союз за Хорватію», яка, зокрема, виступала проти вступу Хорватії у Європейський Союз під час референдуму щодо вступу Хорватії в ЄС. Представником у виборчому списку від HDS було визначено історика Йосипа Юрчевича.

## Програма
Партія основує свою політичну доктрину на соціальному вченні католицької церкви та на синтезі багатого історичного, культурного й політичного досвіду всіх хорватських поколінь. Основні цілі визначаються «Програмовими засадами» і є по суті такими:
- облаштування держави на християнсько-демократичних засадах;
- культурне та духовне оновлення Хорватії;
- захист життя від зачаття до природної смерті;
- захист сім'ї;
- обстоювання і створення умов для справедливого і тривалого миру в Хорватії, в сусідніх країнах та у світі;
- співпраця із сусідніми країнами, європейськими країнами та країнами світу;
- створення умов, організація і заохочення наукового, технологічного та економічного розвитку в Республіці Хорватія;
- збереження і заохочення культурних, наукових, технічних та економічних відносин з іншими країнами світу, зокрема в Європі;
- просування та пропаганда найвищих освітніх і наукових стандартів, а також пропагування цих стандартів у соціальній політиці;
- сприяння, просування і пропагування демократії, заснованої на християнсько-демократичних засадах, та права і правової держави, як у Хорватії, так і у світі;
- залучення Хорватії до роботи з культурного і духовного оновлення Європи та світу шляхом включення у міжнародні організації;
- рівноправність усіх людей незалежно від віросповідання, національності, походження, статі, майнового стану тощо, та надання рівних перспектив і можливостей для успіху всім;
- всебічна турбота про людину та кожного індивіда;
- захист сімей, підростаючих поколінь, дітей та молоді;
- особлива турбота про виховання юного покоління;
- забезпечення умов для безкоштовної всієї освіти;
- заохочення та захист підприємництва;
- особлива турбота про людей з особливими потребами, тобто людей з інвалідністю, похилого віку, немічних та з обмеженими можливостями;
- дотримання принципу субсидіарності, триподілу влади на законодавчу, виконавчу та судову;
- розвиток культури та свободи громадських засобів масової інформації;
- роздержавлення відібраного майна та надання можливості емігрантам повернутися;
- заохочення і захист солідарності та соціальної опіки заможних щодо нужденних;
- збереження та охорона довкілля.